# Episodi di Shugo Chara - La magia del cuore
Lista degli episodi di Shugo Chara - La magia del cuore, anime di tre serie tratto dall'omonimo manga delle PEACH-PIT, trasmesso in Giappone su TV Tokyo. La prima è andata in onda dal 6 ottobre 2007 al 27 settembre 2008; la seconda, Shugo Chara!! Doki, dal 4 ottobre 2008 al 26 settembre 2009. Dal 3 ottobre 2009 al 27 marzo 2010 è stata invece trasmessa la terza serie, intitolata Shugo Chara! Party!: a differenza di quanto accadeva nelle prime due, in questa i primi dieci minuti sono formati dall'anime Shugo Chara!!! Dokki Doki, a cui fanno seguito due mini-episodi della durata di 150 secondi ciascuno del corto animato Shugo Chara! Pucchi Puchi, mentre gli ultimi 5 minuti sono delle sequenze in live action del gruppo femminile Shugo Chara Egg!.
In Italia è stato acquistato da Mediaset, che ha trasmesso le prime due serie sul canale a pagamento Hiro di Mediaset Premium dal 15 ottobre 2010 al 20 marzo 2011 con il titolo Shugo Chara - La magia del cuore. La terza serie, sempre con lo stesso titolo, è arrivata in esclusiva su Premium Hiro l'8 e il 29 novembre 2012, divisa in due blocchi; nell'adattamento italiano sono state rimosse tutte le scene del gruppo Shugo Chara Egg!. Tutte e tre le serie sono disponibili su Infinity a partire dal 2016 e in scadenza il 6 aprile 2021. Le tre serie sono poi approdate in chiaro su Italia 1 dal 3 al 25 giugno 2019 in orario notturno, dove è andata in onda in prima TV la terza stagione, rimasta inedita in televisione.
Le sigle originali di apertura sono Kokoro no tamago (こころのたまご?) delle Buono! per gli ep. 1-26, Minna daisuki (みんなだいすき?) delle Buono! per gli ep. 27-51, Minna no tamago (みんなのたまご?) delle Shugo Chara Egg! per gli ep. 52-64, Shugo Shugo! (しゅごしゅご！?) delle Shugo Chara Egg! per gli ep. 65-76, Omakase♪Guardian (おまかせ♪ガーディアン?) delle Guardians 4 per gli ep. 77-89, School Days delle Guardians 4 per gli ep. 90-102, Watashi no tamago (わたしのたまご?) delle Shugo Chara Egg! per gli ep. 103-115, Arigatou ~Ōkiku kansha!~ (ありがとう～大きくカンシャ！～?) delle Shugo Chara Egg! per gli ep. 116-127, PARTY TIME delle Guardians 4 per gli ep. 103-115 e Going On! delle Guardians 4 per gli ep. 116-127. Le sigle di chiusura sono Honto no jibun (ホントのじぶん?) delle Buono! per gli ep. 1-12 e 102, Ren'ai♥Rider (恋愛♥ライダー?) delle Buono! per gli ep. 13-26, Kiss! Kiss! Kiss! delle Buono! per gli ep. 27-39, Gachinko de ikō! (ガチンコでいこう！?) delle Buono! per gli ep. 40-51, Rottara Rottara (ロッタラロッタラ?) delle Buono! per gli ep. 52-68, co·no·mi·chi delle Buono! per gli ep. 69-76, MY BOY delle Buono! per gli ep. 77-85 e 87-89, Secret Princess (シークレットプリンセス?) di Rie Kugimiya per l'ep. 86, Take It Easy! delle Buono! per gli ep. 90-101, Bravo☆Bravo delle Buono! per gli ep. 103-115, Our Songs delle Buono! per gli ep. 116-126 e Arigatō ~Ōkiku kansha!~ (ありがとう～大きくカンシャ！～?) delle Shugo Chara Egg! per l'ep. 127. La sigla italiana (La magia del cuore), invece, è cantata da Cristina D'Avena.

## Lista episodi

### Prima serie
| Nº | Titolo italiano Giapponese 「Kanji」 - Rōmaji - Traduzione letterale | In onda           | In onda          |
| Nº | Titolo italiano Giapponese 「Kanji」 - Rōmaji - Traduzione letterale | Giapponese        | Italiano         |
| 1  | Nascita di uno Shugo Chara 「しゅごキャラ誕生！」 - Shugo Kyara tanjō! – "Nasce uno Shugo Chara!" | 6 ottobre 2007    | 15 ottobre 2010  |
| 1  | Amu Hinamori è vista dalle persone come una ragazza fredda e scontrosa; ella è in realtà timida e si spaventa facilmente. La mattina seguente, dopo aver espresso il desiderio di avere il coraggio di essere ciò che è realmente, scopre tre uova (uno rosso, uno blu e uno verde) nel suo letto. A scuola, le uova attirano l'attenzione di Tadase Hotori, per il quale Amu sviluppa una cotta e lo confessa di fronte a tutta la scuola, dopo un Chara Change. Tuttavia, Tadase la rifiuta. Anche altri sono interessati alle sue uova: Ikuto Tsukiyomi e il suo Shugo Chara, Yoru, che tentano di rubarle. Una delle uova si schiude e Ran, Shugo Chara nata dal desiderio di Amu di poter essere più atletica, emerge per aiutarla. Insieme al lucchetto magico, rubato prima da Ikuto, effettua una Chara Trasformation. Chara Transformation: Cuore Amuleto (Amu) |                   |                  |
| 2  | Le Uova del Cuore 「こころのたまご！」 - Kokoro no tamago! – "Le Uova del Cuore!" | 13 ottobre 2007   | 16 ottobre 2010  |
| 2  | Nadeshiko Fujisaki invita Amu per un tè al Royal Garden, luogo dove si riuniscono i Guardiani, insieme ad un messaggio da Tadase, che le racconta di più riguardo alle uova del cuore. Durante la lezione di arte, l'uovo blu comincia a schiudersi all'insaputa di Amu e Ran: è Miki, il secondo Shugo Chara che sbircia fuori. Tuttavia, dopo aver assistito ad una discussione tra Amu e Ran, riguardo ai Chara Change, scappa. Presto le due si accorgono della sua presenza e la inseguono. Miki avverte Amu che, se lei non crede nei suoi Shugo Chara, spariranno. Per evitare che ciò accada, decide di credere in loro, almeno un po'. Quando Amu incontra i Guardiani, Tadase, Nadeshiko, Kukai Soma e Yaya Yuiki, scopre che anche loro hanno degli Shugo Chara. La invitano ad aderire, ma Amu rifiuta e corre via. Dopo incontra un suo ammiratore di terza elementare, Suzuki, il cui uovo del cuore si è trasformato in un Uovo X. Amu arriva per salvarlo e con la Chara Transformation purifica l'uovo. Chara Transformation: Cuore Amuleto (Amu) |                   |                  |
| 3  | Suu, il terzo Shugo Chara 「サクッとふわっとスゥにおまかせ」 - Sakutto fuwatto Suu ni omakase – "Lasciate fare alla semplice e soffice Suu" | 20 ottobre 2007   | 17 ottobre 2010  |
| 3  | Secondo Nadeshiko, Amu e Tadase dovrebbero diventare amici. Amu capisce l'inganno, come trucco per convincerla ad unirsi ai Guardiano. Le due si incontrano nella cucina della scuola per cucinare una torta; inoltre Nadeshiko la avvisa su come utilizzare la parola "Principe" in presenza di Tadase. Ikuto le interrompe per rubare l'ultimo uovo. Tuttavia, l'uovo si schiude ed esce Suu, il terzo Shugo Chara. A causa di un breve scontro tra Nadeshiko, Amu e Ikuto, la torta cade e si rompe in mille pezzi. Suu aiuta Amu per ricavarne dei biscotti. Mentre Amu aspetta Nadeshiko, arriva Tadase. In preda al panico, gli dà il sacchetto di biscotti, contenente un biglietto d'amore. Accortasi dello sbaglio, Amu si intrufola in casa di Tadase per sostituire il pacchetto. In camera di Tadase però c'è Kiseki, Shugo Chara nato dal desiderio di voler dominare il mondo. Quando Tadase arriva, per sbaglio lo chiama "Principe" e così vede il suo Chara Change. Il giorno dopo, i Guardiani annunciano Amu come nuovo membro con la carica di "Jolly". |                   |                  |
| 4  | Io… la carta vincente! 「あたしが切り札！？」 - Atashi ga kirifuda!? – "Io la carta vincente!?" | 27 ottobre 2007   | 18 ottobre 2010  |
| 4  | Amu protesta con i Guardiani per aver fatto di lei un membro. I Guardiani le spiegano che, mentre loro sbrigano il lavoro noioso, la responsabilità del Jolly è quello di gestire le Uova X. Amu riceve il lucchetto magico e una borsina dove riporre i suoi Shugo Chara. Le danno anche il mantello regale da Guardiano, ma Amu si rifiuta di indossarlo. A casa, Ikuto la raggiunge entrando dal balcone e le dà una sporta piena di dolci, per scusarsi dell'accaduto (la torta che era caduta). La mette in guardia, dicendole di non cercare l'Embrione e di stare con Tadase, altrimenti saranno nemici. A scuola, nell'inseguimento di un Uovo X, si scontra col nuovo insegnante, Yuu Nikaido, e ne perde le tracce. L'uovo si schiude in uno Shugo Chara X e viene raggiunto da Amu nel planetario. Eseguendo una Chara Transformation, Amu purifica lo Shugo Chara X. Chara Transformation: Cuore Amuleto (Amu) |                   |                  |
| 5  | Prendete quello Shugo Chara X 「シュート！×キャラをやっつけろ！」 - Shūto! Batsu Kyara wo yattsukero! – "Shoot! Catturate quel Chara X!" | 3 novembre 2007   | 19 ottobre 2010  |
| 5  | Nadeshiko e Amu assistono agli allenamenti della squadra di calcio di Kukai, dove Amu incontra Yamada, uno dei compagni di squadra di Kukai. Quando l'allenatore annuncia i giocatori della prossima partita contro una squadra più forte della loro, Yamada non ne fa parte. Durante la partita, Yamada sgattaiola via, sentendo di non poter mai compararsi a Kukai. Nikaido sfrutta i sentimenti di Yamada per estrarne l'uovo del cuore, il quale si trasforma in Uovo X e successivamente in Shugo Chara X. Amu riesce a purificarlo, prima che l'allenatore chiami in squadra Yamada, come sostituto di un giocatore. Con l'impegno di Yamada, riescono a vincere la partita. Chara Transformation: Cuore Amuleto (Amu) |                   |                  |
| 6  | Chara Transformation: Picche Amuleto 「キャラなり！アミュレットスペード！」 - Kyara nari! Amyuretto Supēdo! – "Cambio Chara! Amulet Spade!" | 10 novembre 2007  | 20 ottobre 2010  |
| 6  | Amu accompagna Yaya a lezione di danza. Mentre è lì, fa la conoscenza con Maika Himekawa, la prima ballerina. Durante l'allenamento, Maika cade e si sloga la caviglia. Yaya viene scelta come sostituta per lo saggio di ballo imminente. Amu pensa a Maika e si ritrova al planetario (che aveva scoperto nell'episodio 4), dove ne incontra il suo custode. Nel frattempo, Nikaido incontra Ikuto per strada e lo informa che l'uovo di Maika può essere l'embrione; in caso contrario, lo deve ripulire ed eliminare. Mentre le ballerine provano i propri abiti, Nikaido estrae l'uovo di Maika, ma questo non è altro che un Uovo X, che si trasforma poi in Shugo Chara X. Yaya effettua un Chara Change per combattere, ma il suo attacco le si ritorce contro. Amu fa la sua prima trasformazione con Miki e così è in grado di purificare lo Shugo Chara. Chara Transformation: Picche Amuleto (Amu) |                   |                  |
| 7  | Un piccolo Uovo 「ちいさなたまご！」 - Chiisana tamago! – "Un piccolo Uovo!" | 17 novembre 2007  | 21 ottobre 2010  |
| 7  | Amu porta con sé la sua sorellina, Ami, ad un incontro coi guardiani. Amu scopre che anche Ami è in grado di vedere gli Shugo Chara. Mentre i Guardiani sono riuniti per l'incontro, gli Shugo Chara giocano con Ami e trovano una mappa del tesoro che conduce al magico uovo, protetto da un drago. Ami e gli Shugo Chara sgattaiolano fuori dal Royal Garden alla ricerca dell'uovo magico, insieme a Yoru che ha lasciato Ikuto per cercare lui stesso l'Embrione, combinando un sacco di guai a scuola. Quando Amu e i Guardiani si accorgono che Ami e gli Shugo Chara sono scomparsi, corrono via per cercarli. Ami e gli Shugo Chara scoprono una capsula del tempo sotto un albero a forma di drago e alla fine i Guardiani li trovano. All'interno, la capsula contiene dei fogli scritti da ogni alunno, in cui c'è scritto ciò che sognano di diventare, tra cui il sogno di Tadase: quello di dominare il mondo. |                   |                  |
| 8  | Sono innamorata dei tuoi occhi! 「君の瞳に恋してるっ！」 - Kimi no hitomi ni koishiteru! – "Mi sono innamorata dei tuoi occhi!" | 24 novembre 2007  | 22 ottobre 2010  |
| 8  | Amu incontra Misaki Watarai, una ragazza energica che è innamorata di Tadase. Misaki suggerisce che le due dovrebbero collaborare per avere una migliore possibilità per Tadase, ma sa di essere al sicuro, visto che Tadase ha già respinto Amu. Le due cercano di eliminare le rivali, quali Saaya Yamabuki, capo del fan club di Tadase, e Nadeshiko. Però, quando Misaki incontra Tadase, scappa. Il giorno dopo, Misaki recluta di nuovo Amu e le due cercano freneticamente Tadase. Misaki chiama accidentalmente Tadase "Principe" e il carattere di Tadase cambia nella personalità di re egoista. Più tardi Saaya rimprovera Misaki per la sua personalità energica. Inoltre assiste alla conversazione tra Tadase e Nadeshiko, riguardo ai Chara Change di lui e a Misaki si spezza il cuore. Nikaido estrae l'uovo di Misaki, il quale si schiude liberando uno Shugo Chara X. Mentre Tadase le fornisce una copertura, Amu compie una Chara Transformation e purifica lo Shugo Chara X. Chara Transformation: Cuore Amuleto (Amu) |                   |                  |
| 9  | I misteri della famiglia Fujisaki 「藤咲家の七不思議！？」 - Fujisaki-ke no nana fushigi!? – "I sette misteri della famiglia Fujisaki!?" | 1º dicembre 2007  | 23 ottobre 2010  |
| 9  | Nadeshiko invita Amu a dormire a casa sua, in modo da potersi conoscere meglio. Al fine di far sì che Ami rimanga a casa, Amu inventa una storia sui sette misteri della casa Fujisaki. Come Amu arriva a casa di Nadeshiko, comincia a credere alla propria storia. Amu e Nadeshiko si godono il tempo insieme, divertendosi molto. Dopo aver fatto il bagno, Amu si perde all'interno della casa. Nel frattempo, gli Shugo Chara inseguono un topo e il putiferio che fanno terrorizza Amu. Di notte, Amu cerca di sgattaiolare fuori, ma si perde di nuovo. Raggiunge la sala da ballo dove Nadeshiko si sta allenando per un saggio imminente. Ciò intristisce Amu, ritenendosi egoista per aver costretto Nadeshiko ad ospitarla. La governante la informa però che ciò non è affatto vero, spiegando che Nadeshiko ci teneva davvero tanto ad invitarla, mettendo addirittura in discussione la posizione di sua madre. La mattina dopo Amu è felice che il suo primo pigiama party fosse stato con Nadeshiko. |                   |                  |
| 10 | Chara Transformation: Fiore Amuleto 「キャラなり！アミュレットクローバー」 - Kyara nari! Amyuretto Kurōbā – "Cambio Chara! Amulet Clover" | 8 dicembre 2007   | 24 ottobre 2010  |
| 10 | Ami vuole decorare un albero di Natale con Amu, così dopo la scuola, lei e i Guardiani vanno a comprare delle decorazioni. Dopo che il gruppo lascia il negozio, Yoru, per dispetto, ruba la decorazione di Suu che le aveva comprato Amu e si separa dal gruppo. Quando se ne accorgono, Amu, Ran e Miki la cercano, ma non la trovano. Nel frattempo, Suu fa amicizia con un cucciolo di shaggy bianco (cane), il quale si è perso anche lui. Il giorno seguente, Amu e i Guardiani continuano a cercare Suu. Intanto, Suu e il cucciolo si imbattono in un Uovo X e gli danno la caccia. Tuttavia Ikuto recupera l'uovo ed è sul punto di romperlo, ma Suu glielo impedisce, prendendo l'uovo. Utau Hoshina interrompe il confronto ed esegue un Chara Change per riprendere l'uovo afferrato prima da Suu. Ma prima che Utau lo rompa, arriva Amu, la quale fa una Chara Transformation con Suu e purifica l'uovo. Chara Transformation: Fiore Amuleto (Amu) |                   |                  |
| 11 | Una vacanza sulla neve 「雪山の休日！」 - Yukiyama no kyūjitsu! – "Vacanza sulle montagne innevate!" | 15 dicembre 2007  | 25 ottobre 2010  |
| 11 | I Guardiani vanno in montagna e vengono ospitati dal nonno di Kukai, il quale è un sacerdote di un tempio vicino alla stazione sciistica. I Guardiani partecipano ad un concorso di sculture di neve e decidono di costruire un castello di neve, dividendosi le parti da fare. Durante la costruzione, Amu si scoraggia, dopo aver visto che la porta del castello che stava costruendo era un totale disastro. Pensa bene di chiedere a Miki di fare un Chara Change, ma lei si rifiuta di aiutarla, spiegandole che gli Shugo Chara fanno emergere le sue potenzialità nascoste, non le sue abilità. Sulla via del ritorno, Amu chiede a Tadase della persona che aveva detto che già gli piaceva, quando l'aveva respinta. Tadase le spiega che si riferiva al cane della sua famiglia, la quale è morta tempo addietro. Confessa inoltre che le piace l'alter ego di Amu, Cuore Amuleto. Quella sera, Amu si deprime, pensando che a Tadase piace Cuore Amuleto, e non lei stessa. Arriva in suo soccorso Ran, che le fa capire che Cuore Amuleto è ciò che lei vorrebbe essere e che esiste dentro di lei. Dopo le parole di Ran, Amu si convince ed è determinata a lavorare su ciò che vorrebbe essere. Chara Transformation: Cuore Amuleto (Amu) |                   |                  |
| 12 | Un triste Natale 「悲しみのクリスマス・イブ！」 - Kanashimi no Kurisumasu Ibu! – "Una triste vigilia di Natale!" | 22 dicembre 2007  | 26 ottobre 2010  |
| 12 | Amu va a fare shopping con Nadeshiko e Yaya per comprare il materiale per la festa di Natale. Mentre passeggiano sul marciapiede, di fianco alle vetrine dei negozi, Amu vede un video musicale di Utau. Yaya la informa che è il suo nuovo idolo come cantante. Altrove, Utau si sta esercitando nel ballo per la sua performance. Si scoraggia e la sua manager, Yukari Sanjo, la provoca parlando di Ikuto. Quindi, sprona Utau, la quale è determinata a lavorare ancora di più. Avendo fatto tardi con le compere, Amu corre per tornare a casa, ma sentendo una melodia triste, cerca di capire da dove proviene. Arriva in un parco dove si stanno esibendo dei musicisti. Sente nuovamente la melodia e si dirige verso la zona del parco dove Ikuto sta suonando il violino. È proprio lui a suonare quella melodia. L'indomani, dopo la festa di Natale con i Guardiani, Amu torna a casa, ma i suoi Shugo Chara avvertono la presenza di Uova X. Tornano al parco e scoprono che le uova di tutti sono stati estratti e si sono trasformati in Uova X. In mezzo a loro c'è Ikuto che scompare in una raffica di vento insieme alle uova. Chara Transformation: Picche Amuleto, Fiore Amuleto, Cuore Amuleto (Amu)                              |                   |                  |
| 13 | Un concerto di Capodanno movimentato 「大波乱！ニューイヤーライブ！」 - Daiharan! Nyū Iyā Raibu! – "Grande movimento! Il concerto live di Capodanno!" | 5 gennaio 2008    | 27 ottobre 2010  |
| 13 | Amu e i Guardiani vanno ad un concerto di Capodanno in diretta dove si esibirà anche Utau. Durante l'attesa i Guadiani si rendono conto che la società della Easter è lo sponsor del concerto. Amu nota che c'è anche Ikuto e lo segue in una zona posteriore dove ascolta inavvertitamente una conversazione tra Nikaido, Yukari e un'altra persona, le quali discutono sugli eventi che sono successi durante la vigilia di Natale. All'inizio del concerto, tutto sembra andare bene fino a quando non spuntano delle ali nere dalle spalle di Utau e compaiono quattro Uova X. Il concerto viene interrotto dalla caduta di una parte del ponteggio dell'impianto sopra il palco scenico, a causa di una piccola lite tra gli Shugo Chara. Amu esegue una Chara Transformation e purifica le Uova X, ma non prima che anche Ikuto si trasformi e frantumi una delle uova. Così facendo, Amu impara cosa succede quando un Uovo del Cuore viene distrutto. Chara Transformation: Lince Nera (Ikuto), Cuore Amuleto (Amu) |                   |                  |
| 14 | Uno Shugo Chara sulle piste da sci! 「ゲレンデにしゅごキャラ！？スノッペ登場！」 - Gerende ni Shugo Kyara!? Sunoppe tōjō! – "Uno Shugo Chara sulle piste da sci!? Appare Snoppe!" | 12 gennaio 2008   | 28 ottobre 2010  |
| 14 | Gli alunni del quinto e sesto anno vanno in montagna per imparare ad andare sullo snowboard. La maestra è una ragazza di undici anni, Mifuyu Torii, classificata come la migliore del Giappone. Amu e i suoi Shugo Chara rilevano che Mifuyu sta per creare un potente Uovo del Cuore, il che non passa inosservato a Nikaido. Quella sera Mifuyu deve competere in una gara preliminare per il concorso di snowboard. Tuttavia, si spaventa. Quando esprime il desiderio di essere coraggiosa e rompere il vizio di avere paura prima delle competizioni, appare il suo Shugo Chara Snoppe, che esce dall'uovo. Con l'aiuto di Snoppe, Mifuyu è in grado di competere tranquillamente nelle preliminari. Nikaido vede Snoppe e si rende conto che gli Shugo Chara nascono da potenti Uova del Cuore. Nel tentativo di sfruttare questo potere, affronta Mifuyu e la induce a dubitare di se stessa. Queste emozioni negative trasformano Snoppe in un Uovo X e Nikaido è libero di proseguire le sue ricerche. |                   |                  |
| 15 | Salviamo Snoppe! 「雪原の大攻防！スノッペを救え！」 - Setsugen no daikōbō! Sunoppe wo sukue! – "Offesa e difesa sul campo innevato! Salviamo Snoppe!" | 19 gennaio 2008   | 29 ottobre 2010  |
| 15 | I Guardiani apprendono che Snoppe è scomparso e iniziano a cercarla. Però manca poco alla competizione di Mifuyu. Nel frattempo, Nikaido analizza l'Uovo X di Mifuyu in una casa poco distante dalle piste da sci, ma viene interrotto da Mizuki, l'ammiratore di Amu. Più tardi Amu si imbatte in Suzuki e lo riporta al villaggio dove racconta ai Guardiani dell'uovo che ha visto poco prima. I Guardiani riescono a trovare la casa, ma Nikaido intercetta la loro presenza e Amu lo vede di sfuggita uscire dall'abitazione. Quando i Guardiani entrano, vedono che Snoppe è diventato un Uovo X. Amu si compie una Chara Transformation e purifica Snoppe. Snoppe ritorna da Mifuyu e le due sono finalmente in grado di gareggiare e vincere la competizione. Mentre tornano a casa, Amu comincia a sospettare che sia Nikaido a creare le Uova X. Chara Transformation: Cuore Amuleto (Amu) |                   |                  |
| 16 | Uno, due, tre! La magia del cuore! 「ワン・ツー・スリー☆ハートのマジック！」 - Wan Tsū Surī ☆ Hāto no majikku! – "One Two Three ☆ La magia del cuore!" | 26 gennaio 2008   | 30 ottobre 2010  |
| 16 | I Guardiani ricevono la visita di Zero, un mago che appare in TV, nonché abile prestigiatore. Inoltre è uno studente di quarta elementare della scuola, il cui vero nome è Takuya Nakagura. Takura racconta ai Guardiani della sua passione riguardo alla magia, ma da quando è diventato più popolare, il suo manager non vuole più che esegua la vera magia sul palco, bensì trucchi modificati dagli effetti della CG. Per aiutarlo, i Guardiani gli organizzano uno spettacolo di magia, dove Takuya si presenta sotto falso nome di "Zero Scintillante". Dopo lo spettacolo, Takuya racconta di un amico immaginario di nome Zero, da cui ha preso in prestito il nome d'arte. Non è altro che il suo Shugo Chara. In seguito, Amu confida ai Guardiani i suoi sospetti su Nikaido. In studio, Takuya viene licenziato e Nikaido tenta di trasformare Zero in un Uovo X. I Guardiani arrivano appena in tempo per vedere Nikaido uscire, ma Zero è ormai uno Shugo Chara X. Amu esegue una Chara Transformation e purifica Zero. Chara Transformation: Picche Amuleto (Amu) |                   |                  |
| 17 | La gara di dialettica! 「スピーチコンテスト危機一髪！」 - Supiichi kontesuto no ikki ippatsu! – "La situazione critica alla gara di dialettica!" | 2 febbraio 2008   | 31 ottobre 2010  |
| 17 | Nikaido prevede di utilizzare il prossimo Uovo X per creare l'embrione e sceglie Kukai come suo prossimo obiettivo. Nel frattempo, Amu viene selezionata come rappresentante in una gara di dialettica. I Guardiani prestano il loro aiuto ad Amu, ma Saaya diventa sempre più gelosa vedendo Kukai e Tadase aiutare Amu. Nikaido sfrutta la gelosia di Saaya e la manipola, in modo che possa dare a Kukai false informazioni su come Tadase spettegola su di lui. Poco dopo, i due Guardiani litigano e Daichi torna nel suo uovo. Tuttavia, la discussione tra Kukai e Tadase è solo un trucco per far uscire Nikaido allo scoperto. Amu compie una Chara Transformation con Ran e utilizza per la prima volta un nuovo potere per fermare Nikaido, ma fallisce. Nikaido scappa e strappa il discorso di Amu che le serve per la gara. Ad ogni modo, Amu improvvisa un brevissimo discorso sull'amicizia e vince la gara. Chara Transformation: Cuore Amuleto (Amu) |                   |                  |
| 18 | Il primo appuntamento! 「うれしはずかし初デート！」 - Ureshi hazukashi hatsu dēto! – "Primo appuntamento felice e imbarazzante!" | 9 febbraio 2008   | 1º novembre 2010 |
| 18 | Tadase invita i Guardiani ad andare all'acquario, ma alla fine, l'unica ad andarci è Amu. Amu comincia a farsi prendere dal panico quando capisce che l'uscita si trasforma in un appuntamento con Tadase, ma alla fine si calma. Tadase è sul punto di dire qualcosa di importante ad Amu, ma vengono interrotti da una bambina, la quale si incolla a lui. Si chiedono cosa fare della bambina e si accorgono che un Uovo X galleggia sopra la folla. L'uovo decolla e Amu lo insegue, ma Tadase viene trattenuto dalla bambina. Amu è sul punto di prendere l'Uovo X, ma si imbatte in Yoru, il quale ha al collo la chiave magica. Yoru racconta ad Amu ciò che sa sulla chiave magica, ma vengono interrotti dall'Uovo X che piomba su di loro e la ruba. Arriva Ikuto, accortosi dell'assenza della chiave e insieme ad Amu riescono a recuperarla e a purificare l'uovo. Chara Transformation: Cuore Amuleto (Amu), Lince Nera (Ikuto) |                   |                  |
| 19 | Il tesoro di mamma e papà! 「パパとママの思い出！」 - Papa to mama no omoide! – "I ricordi di mamma e papà!" | 16 febbraio 2008  | 2 novembre 2010  |
| 19 | Sulla strada di ritorno da un parco, i genitori di Amu iniziano a discutere sul loro primo appuntamento. Alla fine si chiariscono, ma quando cercano la foto che il padre di Amu ha scattato quando ha incontrato la madre Amu, scoprono che l'hanno persa. I genitori di Amu litigano di nuovo, perché il padre di Amu ha messo la foto in una rivista di uccelli e la madre di Amu ha donato la rivista al mercatino dell'usato. Con l'aiuto di Nadeshiko e Yaya, cercano la rivista e alla fine la trovano. Tuttavia Yoru ruba la rivista, pensando che contenga un indizio per cercare l'embrione. Amu lo insegue al fine di riavere la sua foto, ma durante lo scontro l'immagine si rovina. Suu aiuta Amu a riparare la foto con la Chara Transformation. Chara Transformation: Fiore Amuleto (Amu) |                   |                  |
| 20 | Un regalo speciale 「君への贈り物！」 - Kimi he no okurimono! – "Un regalo per te!" | 23 febbraio 2008  | 3 novembre 2010  |
| 20 | Kukai presenta ad Amu, Nadeshiko e Yaya una sua amica di infanzia: Shion. Shion è un'aspirante pianista e presto lascerà la città per iscriversi in una scuola di musica. Sulla strada del ritorno, Kukai incontra Shion, la quale gli racconta di ciò che farà in futuro. Shion è intenta a cercare un quadrifoglio e Kukai la aiuta, ma senza trovarlo. Il giorno dopo, Amu incontra Kukai in un centro commerciale alle prese con un regalo d'addio da comprare per Shion. Mentre i due Guardiani cercano il regalo, incontrano Shion. Nel frattempo, Utau si esibisce con un concerto improvvisato al centro commerciale e molte Uova X vengono estratte dalla folla, tra cui quello di Shion. Amu si imbatte in Utau e il suo Shugo Chara. Mentre Kukai è impegnato a radunare le Uova X, Amu le purifica. Poco prima che Shion parta per i suoi studi, Kukai arriva e le dà il suo regalo d'addio: un quadrifoglio. Chara Transformation: Picche Amuleto (Amu) |                   |                  |
| 21 | Gli Shugo Chara sono stati rapiti! 「しゅごキャラ誘拐される！」 - Shugo Kyara yūkaisareru! – "Gli Shugo Chara sono stati rapiti!" | 1º marzo 2008     | 4 novembre 2010  |
| 21 | Chara Transformation: Lince Nera (Ikuto) |                   |                  |
| 22 | Liberiamo gli Shugo Chara! 「しゅごキャラ救出大作戦！」 - Shugo Kyara kyūshutsu daisakusen! – "Grande missione per salvare gli Shugo Chara!" | 8 marzo 2008      | 5 novembre 2010  |
| 22 | Chara Transformation: Fascino Eccentrico (Utau) |                   |                  |
| 23 | Girandola di miele! 「リメイクハニー！なりたい自分！」 - Rimeiku hanī! Naritai jibun! – "Girandola di miele! Quello che voglio essere!" | 15 marzo 2008     | 6 novembre 2010  |
| 23 | Chara Transformation: Picche Amuleto, Cuore Amuleto, Fiore Amuleto (Amu) |                   |                  |
| 24 | La gara di disegno! 「心のスケッチ！」 - Kokoro no sukecchi! – "Lo schizzo del cuore!" | 22 marzo 2008     | 7 novembre 2010  |
| 25 | Un addio in primavera 「なでしこ！春なのにさよなら！？」 - Nadeshiko! Haru nano ni sayonara!? – "Nadeshiko! Un addio nonostante sia primavera!?" | 29 marzo 2008     | 8 novembre 2010  |
| 26 | Un nuovo inizio 「新しいはじまり！」 - Atarashī hajimari! – "Un nuovo inizio!" | 5 aprile 2008     | 9 novembre 2010  |
| 26 | Chara Transformation: Cuore Amuleto (Amu) |                   |                  |
| 27 | Il quarto Uovo del Cuore 「四つ目のしゅごたま！」 - Yottsume no Shugo Tama! – "Il quarto Uovo del Cuore!" | 12 aprile 2008    | 10 novembre 2010 |
| 27 | Chara Transformation: Cuore Amuleto (Amu) |                   |                  |
| 28 | Nuovi guardiani in arrivo! 「ジョーカー失格？新ガーディアン登場！」 - Jōkā shikkaku? Shin Gādian tōjō! – "Il Jolly squalificato? Nuovi Guardiani appaiono!" | 19 aprile 2008    | 11 novembre 2010 |
| 28 | Chara Transformation: Salto del Clown (Rima) |                   |                  |
| 29 | Chara Transformation: Angelo Amuleto 「キャラなり！？アミュレットエンジェル！」 - Kyara Nari!? Amyuretto Enjeru! – "Cambio Chara!? Amulet Angel!" | 26 aprile 2008    | 12 novembre 2010 |
| 29 | Chara Transformation: Fascino Eccentrico (Utau), Angelo Amuleto (Amu), Sky Jack (Kukai), Gioiello Oscuro (Utau) |                   |                  |
| 30 | Sezione Stella contro Sezione Luna! 「星組ＶＳ月組！チアガール大活躍！」 - Hoshi-gumi VS Tsuki-gumi! Chiagāru daikatsuyaku! – "Sezione Stella VS Sezione Luna! Il grande successo della cheerleader!" | 3 maggio 2008     | 13 novembre 2010 |
| 30 | Chara Transformation: Salto del Clown (Rima), Cuore Amuleto (Amu) |                   |                  |
| 31 | Il fratellino di Yaya 「プリティベイビィ☆大騒動！」 - Puritī beibī☆Daisōdō! – "Bel bambino☆Grande confusione!" | 10 maggio 2008    | 14 novembre 2010 |
| 31 | Chara Transformation: Fiore Amuleto (Amu) |                   |                  |
| 32 | La regina solitaria! 「ひとりぼっちのクイーン！」 - Hitoribocchi no kuīn! – "La Queen solitaria!" | 17 maggio 2008    | 15 novembre 2010 |
| 33 | L'amore è imprevedibile 「好きにならずにいられない！」 - Suki ni narazu ni irarenai! – "Non posso stare con chi non amo!" | 24 maggio 2008    | 16 novembre 2010 |
| 33 | Chara Transformation: Salto del Clown (Rima), Picche Amuleto , Angelo Amuleto (Amu) |                   |                  |
| 34 | La casa degli spiriti 「マジ！？幽霊屋敷大冒険！」 - Maji!? Yūrei yashiki daibōken! – "Sul serio!? Avventura nella casa degli spiriti!" | 31 maggio 2008    | 17 novembre 2010 |
| 34 | Chara Transformation: Picche Amuleto (Amu), Salto del Clown (Rima), Fiore Amuleto (Amu) |                   |                  |
| 35 | La torta nuziale del mio primo amore! 「初恋のウェディング・ケーキ！」 - Hatsukoi no wedingu kēki! – "La torta nuziale del primo amore!" | 7 giugno 2008     | 18 novembre 2010 |
| 35 | Chara Transformation: Angelo Amuleto, Fiore Amuleto (Amu) |                   |                  |
| 36 | Il principe dorato! 「黄金の王子！・前編・」 - Ōgon no ōji! ・zenpen・ – "Il principe dorato! ・prima parte・" | 14 giugno 2008    | 19 novembre 2010 |
| 36 | Chara Transformation: Cuore Amuleto (Amu) |                   |                  |
| 37 | Addio principe 「黄金の王子！・後編・」 - Ōgon no ōji! ・kōhen・ – "Il principe dorato! ・seconda parte・" | 21 giugno 2008    | 20 novembre 2010 |
| 37 | Chara Transformation: Cuore Amuleto (Amu), Salto del Clown (Rima) |                   |                  |
| 38 | Io il Lucchetto, tu la Chiave 「キーとロックとアイツとあたし！」 - Kī to rokku to aitsu to atashi! – "La Chiave e il Lucchetto e lui e io!" | 28 giugno 2008    | 21 novembre 2010 |
| 38 | Chara Transformation: Lince Nera (Ikuto) |                   |                  |
| 39 | Chara Transformation: Platino Regale 「キャラなり！？ プラチナロワイヤル！」 - Kyara nari!? Purachina Rowaiyaru! – "Cambio Chara!? Platinum Royale!" | 5 luglio 2008     | 22 novembre 2010 |
| 39 | Chara Transformation: Cuore Amuleto (Amu), Platino Regale (Tadase) |                   |                  |
| 40 | Rima, apri il tuo cuore 「りま！こころのアンロック！」 - Rima! Kokoro no anrokku! – "Rima! Unlock il cuore!" | 12 luglio 2008    | 23 novembre 2010 |
| 40 | Chara Transformation: Picche Amuleto (Amu), Platino Regale (Tadase), Salto del Clown (Rima) |                   |                  |
| 41 | La vera personalità di Kairi 「ホントのじぶん！」 - Honto no jibun! – "La vera e propria personalità!" | 19 luglio 2008    | 24 novembre 2010 |
| 41 | Chara Transformation: Angelo Amuleto (Amu), Gioiello Oscuro (Utau), Cuore Amuleto (Amu), Platino Regale (Tadase), Salto del Clown (Rima), Bimba Piccola (Yaya), Fiore Amuleto (Amu), Anima del Samurai (Kairi) |                   |                  |
| 42 | La battaglia finale 「ほしな歌唄！最後の戦い！」 - Hoshina Utau! Saigo no tatakai! – "Utau Hoshina! L'ultima battaglia!" | 26 luglio 2008    | 25 novembre 2010 |
| 42 | Chara Transformation: Angelo Amuleto (Amu), Platino Regale (Tadase), Salto del Clown (Rima), Anima del Samurai (Kairi), Bimba Piccola (Yaya), Fascino Eccentrico (Utau), Lince Nera (Ikuto), Amuleto Ribelle (Amu), Gioiello Oscuro (Utau) |                   |                  |
| 43 | Chara Transformation: Quadri Amuleto 「キャラなり！アミュレットダイヤ！」 - Kyara nari! Amyuretto Daiya! – "Cambio Chara! Amulet Dia!" | 2 agosto 2008     | 26 novembre 2010 |
| 43 | Chara Transformation: Quadri Amuleto (Amu), Fascino Serafico (Utau) |                   |                  |
| 44 | La luce del cuore 「ココロのきらめき！」 - Kokoro no kirameki! – "Lo scintillio del cuore!" | 9 agosto 2008     | 27 novembre 2010 |
| 45 | Sei grande Suzuki! 「がんばれ！誠ー郎！」 - Ganbare! Seiishirō! – "Metticela tutta! Seiishiro!" | 16 agosto 2008    | 28 novembre 2010 |
| 45 | Chara Transformation: Cuore Amuleto (Amu) |                   |                  |
| 46 | Rima, la regina della commedia 「りま降臨！？お笑いの神様！」 - Rima kōrin!? Owarai no kamisama! – "L'avvento di Rima! La signora della commedia!" | 23 agosto 2008    | 29 novembre 2010 |
| 46 | Chara Transformation: Cuore Amuleto (Amu), Salto del Clown (Rima) |                   |                  |
| 47 | Amu, manager di Utau per un giorno 「あたしが歌唄のマネージャー！？」 - Atashi ga Utau no manējā!? – "Io sono la manager di Utau!?" | 30 agosto 2008    | 30 novembre 2010 |
| 47 | Chara Transformation: Picche Amuleto (Amu), Fascino Serafico (Utau) |                   |                  |
| 48 | Una richiesta per Yaya 「ややにお願い！」 - Yaya ni onegai! – "Chiedere un favore a Yaya!" | 6 settembre 2008  | 1º dicembre 2010 |
| 48 | Chara Transformation: Bimba Piccola (Yaya) |                   |                  |
| 49 | Il segreto del violino: note che danzano nel vento 「バイオリンの秘密！風に舞う音符！」 - Baiorin no himitsu! Kaze ni mau onpu! – "Il segreto del violino! Note che danzano nel vento!" | 13 settembre 2008 | 2 dicembre 2010  |
| 49 | Chara Transformation: Picche Amuleto (Amu) |                   |                  |
| 50 | A un passo dall'Embrione 「まじで発見！？エンブリオ！」 - Maji de hakken!? Enburio! – "L'abbiamo trovato sul serio!? L'Embrione!" | 20 settembre 2008 | 3 dicembre 2010  |
| 50 | Chara Transformation: Fiore Amuleto (Amu) |                   |                  |
| 51 | Catturiamo l'Embrione! 「エンブリオをこの手に！」 - Enburio wo kono te ni! – "Prenderò l'Embrione!" | 27 settembre 2008 | 4 dicembre 2010  |
| 51 | Chara Transformation: Lince Nera (Ikuto), Cuore Amuleto (Amu), Platino Regale (Tadase), Salto del Clown (Rima), Bimba Piccola (Yaya), Sky Jack (Kukai) |                   |                  |

### Seconda serie
| Nº       | Titolo italiano Giapponese 「Kanji」 - Rōmaji - Traduzione letterale | In onda           | In onda          |
| Nº       | Titolo italiano Giapponese 「Kanji」 - Rōmaji - Traduzione letterale | Giapponese        | Italiano         |
| 1 (52)   | Brilla con tutto il tuo cuore! 「めいっぱいのキラキラ！」 - Meippai no kirakira! – "Il luccichio con tutte le forze!" | 4 ottobre 2008    | 29 gennaio 2011  |
| 2 (53)   | Un nuovo capitolo 「ぶっちゃけ大忙し！？」 - Bucchake ōisogashi!? – "Davvero occupati!?" | 11 ottobre 2008   | 30 gennaio 2011  |
| 2 (53)   | Chara Transformation: Cuore Amuleto (Amu) |                   |                  |
| 3 (54)   | Un nuovo arrivo 「えぇ？新しいお友達！」 - Ee? Atarashī otomodachi! – "Eh? Una nuova amica!" | 18 ottobre 2008   | 31 gennaio 2011  |
| 3 (54)   | Chara Transformation: Sogno Fiorito (Uovo del Dubbio), Cuore Amuleto (Amu) |                   |                  |
| 4 (55)   | Metti le ali al tuo cuore! 「翼に歌の心をのせて！」 - Tsubasa ni uta no kokoro wo nosete! – "Metti le ali alla canzone del cuore!" | 25 ottobre 2008   | 1º febbraio 2011 |
| 4 (55)   | Chara Transformation: Sogno da Cantante (Uovo del Dubbio), Picche Amuleto (Amu), Fascino Serafico (Utau) |                   |                  |
| 5 (56)   | Sentimenti che spiccano il volo 「大空へ！飛び立つキモチ！」 - Ōzora he! Tobitatsu kimochi! – "Verso il firmamento! Sentimenti che spiccano il volo!" | 1º novembre 2008  | 2 febbraio 2011  |
| 5 (56)   | Chara Transformation: Sogno Spaziale (Uovo del Dubbio), Platino Regale (Tadase), Salto del Clown (Rima), Bimba Piccola (Yaya), Sky Jack (Kukai), Cuore Amuleto (Amu) |                   |                  |
| 6 (57)   | Essere un vero uomo 「激カワ危機一髪！」 - Geki-kawa kiki-ippatsu! – "La situazione critica sulla chiamata!" | 8 novembre 2008   | 3 febbraio 2011  |
| 6 (57)   | Chara Transformation: Sogno Stravagante (Uovo del Dubbio), Salto del Clown (Rima), Picche Amuleto (Amu), Fiore Amuleto (Amu) |                   |                  |
| 7 (58)   | Panico all'asilo 「パニック・イン・すもも組！」 - Panikku in sumomo-gumi! – "Panico nell'asilo!" | 15 novembre 2008  | 4 febbraio 2011  |
| 7 (58)   | Chara Transformation: Platino Regale (Tadase), Salto del Clown (Rima), Bimba Piccola (Yaya), Cuore Amuleto (Amu), Picche Amuleto (Amu) |                   |                  |
| 8 (59)   | Il nuovo inizio di Utau 「ほしな歌唄！新しい出発！」 - Hoshina Utau! Atarashī shuppatsu! – "Utau Hoshina! Un nuovo inizio!" | 22 novembre 2008  | 5 febbraio 2011  |
| 8 (59)   | Chara Transformation: Angelo Amuleto (Amu), Platino Regale (Tadase), Salto del Clown (Rima), Bimba Piccola (Yaya) |                   |                  |
| 9 (60)   | I giorni fortunati 「ラッキー・デーは告白日和？」 - Rakkī dē wa kokuhaku biyori? – "Il giorno fortunato è tempo di confessioni?" | 29 novembre 2008  | 6 febbraio 2011  |
| 9 (60)   | Chara Transformation: Sogno della Fortuna (Uovo del Dubbio), Fiore Amuleto (Amu) |                   |                  |
| 10 (61)  | I sentimenti di Kiran 「届け！キランの思い！」 - Todoke! Kiran no omoi! – "Trasmettili! I pensieri di Kiran!" | 6 dicembre 2008   | 7 febbraio 2011  |
| 11 (62)  | La rivalità tra Nagihiko e Rima! 「りまＶＳなぎひこ！ふたりはライバル？」 - Rima VS Nagihiko! Futari wa raibaru? – "Rima VS Nagihiko! Noi due siamo rivali?" | 13 dicembre 2008  | 8 febbraio 2011  |
| 11 (62)  | Chara Transformation: Salto del Clown (Rima), Cuore Amuleto (Amu) |                   |                  |
| 12 (63)  | Il Natale perfetto di Lulu! 「ルルの完璧クリスマス！」 - Ruru no kanpeki Kurisumasu! – "Il Natale perfetto di Lulu!" | 20 dicembre 2008  | 9 febbraio 2011  |
| 12 (63)  | Chara Transformation: Sogno di Babbo Natale (Uovo del Dubbio), Cuore Amuleto (Amu) |                   |                  |
| 13 (64)  | Il talent show di Capodanno! 「新春！キャラなり初笑い！？」 - Shinshun! Kyara nari hatsu warai!? – "Capodanno! Il cambio Chara della prima risata!?" | 27 dicembre 2008  | 10 febbraio 2011 |
| 13 (64)  | Chara Transformation: Sogno Felice 1 (Uovo del Dubbio), Sogno Felice 2 (Uovo del Dubbio), Platino Regale (Tadase), Salto del Clown (Rima), Bimba Piccola (Yaya), Cuore Amuleto (Amu) |                   |                  |
| 14 (65)  | La neve nasconde mille segreti 「雪の日はナイショがいっぱい？」 - Yuki no hi wa naisho ga ippai? – "Un giorno di neve è pieno di segreti?" | 10 gennaio 2009   | 11 febbraio 2011 |
| 14 (65)  | Chara Transformation: Lince Nera (Ikuto) |                   |                  |
| 15 (66)  | La ragazza con le orecchie da gatto! 「お騒がせ！猫耳少女！？」 - O sawagase! Neko mimi shōjo!? – "Che confusione! Una ragazza con le orecchie da gatto!?" | 17 gennaio 2009   | 12 febbraio 2011 |
| 15 (66)  | Chara Transformation: Magica Eroina Chocotan (Chiyoko), Platino Regale (Tadase), Salto del Clown (Rima), Bimba Piccola (Yaya), Cuore Amuleto (Amu) |                   |                  |
| 16 (67)  | UFO in vista! 「ＵＦＯ少女あらわる！」 - UFO shōjo arawaru! – "Appare la ragazza UFO!" | 24 gennaio 2009   | 13 febbraio 2011 |
| 16 (67)  | Chara Transformation: Sogno UFO (Uovo del Dubbio), Cuore Amuleto (Amu), Picche Amuleto (Amu) |                   |                  |
| 17 (68)  | Addio, Saaya Yamabuki 「さようなら、山吹沙綾⋯」 - Sayonara, Yamabuki Saaya… – "Addio, Saaya Yamabuki…" | 31 gennaio 2009   | 14 febbraio 2011 |
| 17 (68)  | Chara Transformation: Sogno di Amu (Saaya), Cuore Amuleto (Amu), Cuore Affascinante (Saaya), Picche Amuleto (Amu), Picche Affascinante (Saaya), Fiore Amuleto (Amu), Fiore Affascinante (Saaya) |                   |                  |
| 18 (69)  | Il primo amore 「初恋？ラブアタック！」 - Hatsukoi? Rabu atakku! – "Il primo amore? Love attack!" | 7 febbraio 2009   | 15 febbraio 2011 |
| 18 (69)  | Chara Transformation: Sogno del Primo Amore (Uovo del Dubbio), Platino Regale (Tadase), Salto del Clown (Rima), Bimba Piccola (Yaya), Fiore Amuleto (Amu) |                   |                  |
| 19 (70)  | A chi non piace il cioccolato? 「チョコなんか大っきらい！？」 - Choko nanka daikkirai!? – "Non ti piace il cioccolato!?" | 14 febbraio 2009  | 16 febbraio 2011 |
| 19 (70)  | Chara Transformation: Sogno di Cioccolato (Uovo del Dubbio), Fiore Amuleto (Amu) |                   |                  |
| 20 (71)  | Il ritorno di Kairi 「険しき誠の道！海里再び！」 - Kewashiki makoto no michi! Kairi futatabi! – "L'ardua strada della verità! Kairi ritorna!" | 21 febbraio 2009  | 17 febbraio 2011 |
| 20 (71)  | Chara Transformation: Platino Regale (Tadase), Anima del Samurai (Kairi) |                   |                  |
| 21 (72)  | Arriva la nonna! 「激震！おばあさま登場！！」 - Gekishin! Obaasama tōjō!! – "Grande terremoto! Arriva la nonna!!" | 28 febbraio 2009  | 18 febbraio 2011 |
| 21 (72)  | Chara Transformation: Sogno della Festa del Tempio (Uovo del Dubbio), Cuore Amuleto (Amu) |                   |                  |
| 22 (73)  | Cucinare, che passione! 「秘！仲直りのレシピ？」 - Hi! Nakanaori no reshipi? – "Segreto! La ricetta della riconciliazione?" | 7 marzo 2009      | 19 febbraio 2011 |
| 22 (73)  | Chara Transformation: Sogno Appetitoso (Uovo del Dubbio), Cuore Amuleto (Amu), Picche Amuleto (Amu), Fiore Amuleto (Amu) |                   |                  |
| 23 (74)  | Un White Day pieno di sorprese! 「どっきどきのホワイトデー！」 - Dokkidoki no Howaito Dē! – "Un White Day da batticuore!" | 14 marzo 2009     | 20 febbraio 2011 |
| 23 (74)  | Amu dopo aver trovato Ikuto in pessime condizioni, decide di riportarlo a casa sua nascondendolo ai suoi genitori. Il giorno del White Day, Tadase fa visita ad Amu per lasciarle dei biscotti e rivelarle i suoi sentimenti. Egli si scusa con lei per averla ferita più volte, quando gli si era dichiarata sotto l'effetto del Chara Change di Ran e quando le aveva confessato di essersi innamorato di Cuore Amuleto (ovvero solo una parte di lei). Mentre Tadase le rivela i suoi sentimenti, Ikuto è chiuso dentro l'armadio e ascolta tutto. Durante notte Amu chiede a Ikuto del suo violino, ma lui per cambiare argomento parla della confessione di Tadase. Amu, così, gli chiede se anche lui è innamorato di qualcuno e lui confessa di essere innamorato di lei. Amu all'inizio non gli crede, poiché lui non fa altro che prenderla in giro e trattarla come una bambina, ma Ikuto le dice solo di crescere in fretta. Chara Transformation: Cuore Amuleto (Amu) |                   |                  |
| 24 (75)  | La visita a sorpresa di Utau 「バレた！？歌唄が家にやってきた！」 - Bareta!? Utau ga uchi ni yattekita! – "Scoperta? Utau è venuta a casa mia!" | 21 marzo 2009     | 21 febbraio 2011 |
| 24 (75)  | Chara Transformation: Sogno del Buongustaio (Uovo del Dubbio), Platino Regale (Tadase), Fiore Amuleto (Amu), Fascino Eccentrico (Utau), Spirito Ribelle (Ikuto) |                   |                  |
| 25 (76)  | Battaglia al chiaro di Luna! 「新たなる敵！？月夜のバトル！」 - Aratanaru teki!? Tsuki yo no batoru! – "È diventato il nuovo nemico!? Battaglia al chiaro di Luna!" | 28 marzo 2009     | 22 febbraio 2011 |
| 25 (76)  | Chara Transformation: Spirito Ribelle (Ikuto), Platino Regale (Tadase) |                   |                  |
| 26 (77)  | Un primo appuntamento da dimenticare 「衝撃！壊された初デート！？」 - Shōgeki! Kowasareta hatsu dēto!? – "Shock! Il primo appuntamento rovinato!?" | 4 aprile 2009     | 23 febbraio 2011 |
| 26 (77)  | Chara Transformation: Lince Nera (Ikuto), Cuore Amuleto (Amu), Platino Regale (Tadase) |                   |                  |
| 27 (78)  | Il giorno più lungo di Amu 「あむちゃんのなが～い一日！？」 - Amu-chan no naga~i ichinichi!? – "Il lu~ngo giorno di Amu!?" | 11 aprile 2009    | 24 febbraio 2011 |
| 27 (78)  | Chara Transformation: Sogno di Gemelle (Uova del Dubbio), Salto del Clown (Rima), Bimba Piccola (Yaya), Cuore Amuleto (Amu) |                   |                  |
| 28 (79)  | L'infelice battaglia tra Amu e Ikuto 「イクトとあむ悲しみのバトル！」 - Ikuto to Amu kanashimi no batoru! – "La triste battaglia tra Ikuto e Amu!" | 18 aprile 2009    | 25 febbraio 2011 |
| 28 (79)  | Chara Transformation: Cuore Amuleto (Amu), Spirito Ribelle (Ikuto), Platino Regale (Tadase) |                   |                  |
| 29 (80)  | Cuore di Platino 「信じるキモチ！プラチナハート！」 - Shinjiru kimochi! Purachina Hāto! – "Il sentimento della fiducia! Cuore di Platino!" | 25 aprile 2009    | 26 febbraio 2011 |
| 29 (80)  | Chara Transformation: Spirito Ribelle (Ikuto), Cuore Amuleto (Amu), Platino Regale (Tadase), Cuore di Platino (Amu e Tadase) |                   |                  |
| 30 (81)  | Kiseki e Yoru infiltrati alla Easter 「潜入！イースター社！？」 - Sennyū! Īsutā-sha!? – "Infiltrati! La sede della Easter!?" | 2 maggio 2009     | 27 febbraio 2011 |
| 30 (81)  | Chara Transformation: Spirito Ribelle (Ikuto), Cuore Amuleto (Amu) |                   |                  |
| 31 (82)  | Diventerò una lanciatrice 「熱闘！私がエースになる！」 - Nettō! Watashi ga ēsu ni naru! – "Strike! Io diventerò un ace!" | 9 maggio 2009     | 28 febbraio 2011 |
| 31 (82)  | Chara Transformation: Sogno di una Lanciatrice (Uovo del Dubbio), Sky Jack (Kukai), Cuore Amuleto (Amu) |                   |                  |
| 32 (83)  | Il festival della musica 「すれちがいの音楽博覧会？」 - Surechigai no ongaku hakurankai? – "Passiamo all'esposizione musicale?" | 16 maggio 2009    | 1º marzo 2011    |
| 32 (83)  | Chara Transformation: Sogno di Ballerina (Uovo del Dubbio), Platino Regale (Tadase), Picche Amuleto (Amu) |                   |                  |
| 33 (84)  | Nikaido è un bravo insegnante? 「二階堂先生は先生だったぁ！？」 - Nikaidō-sensei wa sensei dattā!? – "Il maestro Nikaido è un insegnante dopotutto!?" | 23 maggio 2009    | 2 marzo 2011     |
| 33 (84)  | Chara Transformation: Sogno d'Insegnante (Uovo del Dubbio), Salto del Clown (Rima), Picche Amuleto (Amu) |                   |                  |
| 34 (85)  | Una modella a scuola 「ち～す！噂のギャル登場！！」 - Chi~zu! Uwasa no gyaru tōjō!! – "Cheese! Appare la gal di cui tutti parlano!!" | 30 maggio 2009    | 3 marzo 2011     |
| 35 (86)  | Rivoglio la mia voce! 「響け歌声！あの日のあたしに！！」 - Hibike utagoe! Ano hi no atashi ni!! – "Risuona voce mia! Come quel giorno!!" | 6 giugno 2009     | 4 marzo 2011     |
| 35 (86)  | Chara Transformation: Sogno di una Cantante Negata (Yua), Bimba Piccola (Yaya), Picche Amuleto (Amu), Fascino Serafico (Utau) |                   |                  |
| 36 (87)  | Curiamo Nana! 「ナナを救え！しゅごキャラナース出動？」 - Nana wo sukue! Shugo Chara nāsu shutsudō? – "Salviamo Nana! La spedizione delle infermiere Shugo Chara?" | 13 giugno 2009    | 5 marzo 2011     |
| 36 (87)  | Chara Transformation: Sogno di Ballerina (Uovo del Dubbio), Sogno di Insegnante (Uovo del Dubbio), Sogno di una Cantante Negata (Yua) |                   |                  |
| 37 (88)  | Il desiderio segreto di Lulu 「激突！ナゾたま大暴走！！」 - Gekitotsu! Nazo tama daibōsō!! – "Duello! Scappiamo dalle grandi Uova del Dubbio!!" | 20 giugno 2009    | 6 marzo 2011     |
| 37 (88)  | Chara Transformation: Platino Regale (Tadase), Bimba Piccola (Yaya), Salto del Clown (Rima), Cuore Amuleto (Amu) |                   |                  |
| 38 (89)  | Salviamo Lulu e Nana! 「心、わかりあえて。」 - Kokoro, wakariaete. – "Cuore, comprenderlo." | 27 giugno 2009    | 7 marzo 2011     |
| 38 (89)  | Chara Transformation: Sogno dei Sogni (Lulù sotto effetto dell'Uovo del Dubbio), Platino Regale (Tadase), Bimba Piccola (Yaya), Salto del Clown (Rima), Cuore Amuleto (Amu) |                   |                  |
| 39 (90)  | Ti dirò quello che provo! 「伝えたい！このキモチ！」 - Tsutaetai! Kono kimochi! – "Voglio dirteli! Questi sentimenti!" | 4 luglio 2009     | 8 marzo 2011     |
| 39 (90)  | Chara Transformation: Platino Regale (Tadase), Cuore Amuleto (Amu), Spirito Ribelle (Ikuto) |                   |                  |
| 40 (91)  | Lo Shugo Chara Ritmo! 「全開！僕のリズム」 - Zenkai! Boku no rizumu – "A tutto gas! Il mio ritmo!" | 11 luglio 2009    | 9 marzo 2011     |
| 40 (91)  | Chara Transformation: Cuore Amuleto (Amu), Beat Jumper (Nagihiko) |                   |                  |
| 41 (92)  | Beat Jumper! 「クールに決めろ！ビートジャンパー！」 - Kūru ni kimero! Bīto janpā! – "Smetto di fare essere freddo! Beat Jumper!" | 18 luglio 2009    | 10 marzo 2011    |
| 41 (92)  | Chara Transformation: Beat Jumper (Nagihiko), Platino Regale (Tadase), Picche Amuleto (Amu), Cuore Amuleto (Amu) |                   |                  |
| 42 (93)  | Il grande concerto di Utau! 「ほしな歌唄、未来への飛翔！」 - Hoshina Utau, mirai he no hishō! – "Utau Hoshina, il volo verso il futuro!" | 25 luglio 2009    | 11 marzo 2011    |
| 42 (93)  | Chara Transformation: Platino Regale (Tadase), Salto del Clown (Rima), Bimba Piccola (Yaya), Beat Jumper (Nagihiko), Sky Jack (Kukai), Cuore Amuleto (Amu), Fascino Serafico (Utau) |                   |                  |
| 43 (94)  | Un gattino disperso 「進め！みけねこ捜索隊！？」 - Susume! Mikeneko sōsakutai!? – "Aiutateci! Il gattino ricercato!?" | 1º agosto 2009    | 12 marzo 2011    |
| 43 (94)  | Chara Transformation: Spirito Ribelle (Ikuto), Platino Regale (Tadase), Beat Jumper (Nagihiko), Cuore Amuleto (Amu) |                   |                  |
| 44 (95)  | Il legame tra Rima e Yaya! 「りまとやや、真珠の絆！」 - Rima to Yaya, shinju no kizuna! – "Rima e Yaya, il legame della perla!" | 8 agosto 2009     | 13 marzo 2011    |
| 44 (95)  | Chara Transformation: Spirito Ribelle (Ikuto) |                   |                  |
| 45 (96)  | Sentimenti spezzati 「届かない声、くだかれる思い。」 - Todokanai koe, kudakareru omoi. – "La voce che non lo raggiunge, i sentimenti in frantumi." | 15 agosto 2009    | 14 marzo 2011    |
| 45 (96)  | Chara Transformation: Platino Regale (Tadase), Salto del Clown (Rima), Bimba Piccola (Yaya), Beat Jumper (Nagihiko), Cuore Amuleto (Amu), Spirito Ribelle (Ikuto) |                   |                  |
| 46 (97)  | Segreti svelati 「唯世とイクト、運命のホロスコープ！」 - Tadase to Ikuto! Unmei no horosukōpu! – "Tadase e Ikuto! L'oroscopo del destino!" | 22 agosto 2009    | 15 marzo 2011    |
| 47 (98)  | La rinascita della Principessa Danzante 「復活！輝きの舞姫！」 - Fukkatsu! Kagayaki no Maihime! – "È rinata! La scintillante Principessa Danzante!" | 29 agosto 2009    | 16 marzo 2011    |
| 47 (98)  | Chara Transformation: Spirito Ribelle (Ikuto), Salto del Clown (Rima), Beat Jumper (Nagihiko), Principessa Danzante (Nadeshiko) |                   |                  |
| 48 (99)  | La battaglia dei Guardiani 「思いは一つ！ガーディアンの戦い！」 - Omoi wa hitotsu! Gādian no tatakai! – "I sentimenti sono unici! Il combattimento dei Guardiani!" | 5 settembre 2009  | 17 marzo 2011    |
| 48 (99)  | Chara Transformation: Bimba Piccola (Yaya), Principessa Danzante (Nadeshiko), Salto del Clown (Rima), Valzer delle Regine (Rima e Nadeshiko), Platino Regale (Tadase), Cuore Amuleto (Amu), Fascino Serafico (Utau), Fascino Eccentrico (Utau), Fascino Serafico (Utau) |                   |                  |
| 49 (100) | Due nuove Chara-Transformation 「誕生！２つのキャラなり！」 - Tanjō! 2-tsu no Kyara nari! – "Sono nati! Due Cambio Chara!" | 12 settembre 2009 | 18 marzo 2011    |
| 49 (100) | Chara Transformation: Lince Nera (Ikuto), Spirito Ribelle (Ikuto), Quadri Amuleto (Amu), Fortuna Amuleto (Amu con l'unione della Chiave e del Lucchetto), Tesoro dei Sette Mari (Ikuto con l'unione della Chiave e del Lucchetto) |                   |                  |
| 50 (101) | La pagina strappata 「破かれた絵本！悲しき秘密！」 - Yabukareta ehon! Kanashiki himitsu! – "Il libro illustrato strappato! Un triste segreto!" | 19 settembre 2009 | 19 marzo 2011    |
| 50 (101) | Chara Transformation: Fortuna Amuleto (Amu con l'unione della Chiave e del Lucchetto), Tesoro dei Sette Mari (Ikuto con l'unione della Chiave e del Lucchetto), Spirito Ribelle (Ikuto), Quadri Amuleto (Amu), Salto del Clown (Rima), Beat Jumper (Nagihiko) |                   |                  |
| 51 (102) | L'Uovo del Cuore, quello che voglio diventare! 「夢のたまご、なりたい自分。」 - Yume no tamago, naritai jibun. – "L'uovo dei sogni, quello che voglio diventare." | 26 settembre 2009 | 20 marzo 2011    |
| 51 (102) | Chara Transformation: Lince Nera (Ikuto), Platino Regale (Tadase), Cuore Amuleto (Amu), Picche Amuleto (Amu), Fiore Amuleto (Amu), Quadri Amuleto (Amu), Cuore Amuleto (Amu), Beat Jumper (Nagihiko), Bimba Piccola (Yaya), Salto del Clown (Rima), Fascino Serafico (Utau), Platino Regale (Tadase), Cuore Amuleto (Amu) |                   |                  |

### Terza serie
| Nº       | Titolo italiano Giapponese 「Kanji」 - Rōmaji - Traduzione letterale | In onda          | In onda          |
| Nº       | Titolo italiano Giapponese 「Kanji」 - Rōmaji - Traduzione letterale | Giapponese       | Italiano         |
| 1 (103)  | La nuova studentessa! 「元気いっぱい転校生！」 - Genki ippai tenkōsei! – "La nuova studentessa piena di energie!"「自己紹介のまき」 - Jikoshōkai no maki – "Capitolo della presentazione"「花とダイヤのまき」 - Hana to daiya no maki – "Capitolo dei fiori e dei quadri" | 3 ottobre 2009   | 8 novembre 2012  |
| 1 (103)  | Chara Trasformation: Platino Regale (Tadase), Picche Amuleto (Amu) |                  |                  |
| 2 (104)  | Gli apprendisti Guardiani! 「誕生！ガーディアン見習い！？」 - Tanjō! Gādian minarai!? – "Sono nati! Gli apprendisti Guardiani!?"「かくれんぼのまき」 - Kakurenbo no maki – "Capitolo del nascondino"「かくれんぼの続きのまき」 - Kakurenbo no tsuzuki no maki – "Continuo del capitolo del nascondino"                                                                            | 10 ottobre 2009  | 8 novembre 2012  |
| 2 (104)  | Chara Trasformation: Beat Jumper (Nagihiko), Cuore Amuleto (Amu) |                  |                  |
| 3 (105)  | Il potere della musica! 「ココロ輝け！歌パワー！」 - Kokoro kagayake! Uta pawā! – "Cuore risplendi! Il potere di una canzone!"「チェンジのまき」 - Chenji no maki – "Capitolo del Change"「しゅごボンバー・その１のまき」 - Shugo Bonbā sono 1 no maki – "Capitolo del Shugo Bomber parte 1"                                                                                      | 17 ottobre 2009  | 8 novembre 2012  |
| 3 (105)  | Chara Trasformation: Picche Amuleto (Amu) |                  |                  |
| 4 (106)  | Hikaru e il coniglio 「ひかるＶＳウサギ？初仕事は大変！」 - Hikaru VS usagi? Hatsu shigoto wa taihen! – "Hikaru contro il coniglio? Il primo lavoro è davvero faticoso!"「キセキの王冠のまき」 - Kiseki no ōkan no maki – "Capitolo della corona di Kiseki"「しゅごボンバー・その２のまき」 - Shugo Bonbā sono 2 no maki – "Capitolo del Shugo Bomber parte 2"                    | 24 ottobre 2009  | 8 novembre 2012  |
| 5 (107)  | L'entusiastico giardinaggio di Yaya 「ややの張り切りガーデニング！！」 - Yaya no harikiri gādeningu!! – "L'entusiastico giardinaggio di Yaya!!"「どうにも止まらない！のまき」 - Dō ni mo tomaranai! No maki – "Capitolo del Non fermarsi a qualunque costo!"「南南西にカニを置け！のまき」 - Nan'nansei ni kani wo oke! No maki – "Capitolo del mettere il granchio a sud-ovest!" | 31 ottobre 2009  | 8 novembre 2012  |
| 5 (107)  | Chara Trasformation: Bimba Piccola (Yaya), Fiore Amuleto (Amu) |                  |                  |
| 6 (108)  | Rikka e le Uova del Cuore 「たまごの帰る場所！」 - Tamago no kaerubasho! – "Il luogo al quale tornano le Uova!"「ミキの実験室・その１のまき」 - Miki no jikken-shitsu sono 1 no maki – "Capitolo del laboratorio di Miki parte 1"「ミキの実験室・その２のまき」 - Miki no jikken-shitsu sono 2 no maki – "Capitolo del laboratorio di Miki parte 2"                               | 7 novembre 2009  | 8 novembre 2012  |
| 6 (108)  | Chara Trasformation: Cuore Amuleto (Amu) |                  |                  |
| 7 (109)  | Bentornata Nadeshiko! 「おかえり！なでしこ！」 - Okaeri! Nadeshiko! – "Bentornata! Nadeshiko!"「笑わないクスクスのまき」 - Warawanai Kusukusu no maki – "Capitolo di Kusukusu che non ride"「しゅごボンバー・その３のまき」 - Shugo Bonbā sono 3 no maki – "Capitolo del Shugo Bomber parte 3"                                                                                    | 14 novembre 2009 | 8 novembre 2012  |
| 7 (109)  | Chara Trasformation: Principessa Danzante (Nadeshiko), Cuore Amuleto (Amu) |                  |                  |
| 8 (110)  | I poteri del Chara-Change 「魅惑のキャラチェンジ！」 - Miwaku no Kyara Chenji! – "Il Chara Change incantato!"「金のおしゃぶりのまき」 - Kin no oshaburi no maki – "Capitolo del ciuccio d'oro"「双子のしゅごキャラ？のまき」 - Futago no Shugo Kyara? No maki – "Capitolo degli Shugo Chara gemelli?"                                                                             | 21 novembre 2009 | 8 novembre 2012  |
| 9 (111)  | I nuovi germogli 「どうして！？りま先輩」 - Dōshite!? Rima-senpai! – "Perché!? Senpai Rima!"「ランのつぼ？のまき」 - Ran no tsubo? No maki – "Capitolo della pentola di Ran?"「新しいしゅごキャラ？のまき」 - Atarashī Shugo Kyara? No maki – "Capitolo del nuovo Shugo Chara?"                                                                                                   | 28 novembre 2009 | 8 novembre 2012  |
| 9 (111)  | Chara Trasformation: Salto del Clown (Rima), Cuore Amuleto (Amu) |                  |                  |
| 10 (112) | Tadase si è innamorato di un'altra?! 「えっ！唯世くんに好きな人！？」 - Ee! Tadase-kun ni suki na hito!? – "Eh! Tadase ha una cotta per qualcuno!?"「ヨルのいたずらのまき」 - Yoru no itazura no maki – "Capitolo del birichino Yoru"「ロイヤルガーデンの幽霊のまき」 - Roiyaru Gāden no yūrei no maki – "Capitolo del fantasma del Royal Garden"                                 | 5 dicembre 2009  | 8 novembre 2012  |
| 10 (112) | Chara Trasformation: Platino Regale (Tadase), Cuore Amuleto (Amu) |                  |                  |
| 11 (113) | Il tesoro scintillante 「キラキラな宝物！」 - Kirakira na takaramono! – "Il tesoro scintillante!"「ヤッホー！のまき」 - Yahhō! No maki – "Capitolo del yahho!"「しゅごボンバー・その４のまき」 - Shugo Bonbā sono 4 no maki – "Capitolo del Shugo Bomber parte 4" | 12 dicembre 2009 | 8 novembre 2012  |
| 11 (113) | Chara Trasformation: Cuore Amuleto (Amu) |                  |                  |
| 12 (114) | Amu, mamma per un giorno 「へろへろ～あむちゃん、ママになる？」 - Herohero~ Amu-chan, mama ni naru? – "Esausta~ Amu, sei diventata mamma?"「ヨルのクリスマスのまき」 - Yoru no kurisumasu no maki – "Capitolo del Natale di Yoru"「クリスマスケーキは大変？のまき」 - Kurisumasu kēki wa taihen? No maki – "Capitolo della torta di Natale nei guai?"                             | 19 dicembre 2009 | 8 novembre 2012  |
| 13 (115) | Chi voglio essere! 「なりたいあたし！」 - Naritai atashi! – "Chi voglio essere!"「しゅごキャラ通販のまき」 - Shugo Kyara tsūhan no maki – "Capitolo del Shugo Chara per posta"「お悩み解決隊！その１のまき」 - O nayami kaiketsu-tai! Sono 1 no maki – "Capitolo sulla soluzione delle preoccupazioni! Parte 1"                                                                   | 26 dicembre 2009 | 8 novembre 2012  |
| 13 (115) | Chara Trasformation: Cuore Amuleto (Amu) |                  |                  |
| 14 (116) | Il primo incontro con uno Shugo Chara X 「初対面！これが×キャラ！？」 - Shotaimen! Kore ga X (Batsu) Kyara!? – "Primo incontro! Questo è un Chara X!?"「書き初め！のまき」 - Kakizome! No maki – "Capitolo della scrittura di Capodanno"「こたつ～！のまき」 - Kotatsu~! No maki – "Capitolo del kotatsu~!"                                                                       | 9 gennaio 2010   | 29 novembre 2012 |
| 14 (116) | Chara Trasformation: Platino Regale (Tadase), Salto del Clown (Rima), Bimba Piccola (Yaya), Beat Jumper (Nagihiko), Fiore Amuleto (Amu) |                  |                  |
| 15 (117) | Basta litigare! 「ケンカはやめて！」 - Kenka wa yamete! – "Smettetela di litigare!"「らぶらぶラブ探訪のまき」 - Rabu rabu rabu tanbō no maki – "Capitolo dell'indagine love love love"「小さな幸せのまき」 - Chīsana shiawase no maki – "Capitolo della piccola felicità" | 16 gennaio 2010  | 29 novembre 2012 |
| 15 (117) | Chara Trasformation: Salto del Clown (Rima), Cuore Amuleto (Amu) |                  |                  |
| 16 (118) | Rikka, segui l'esempio dei Guardiani! 「進めりっか！ガーディアンへの道」 - Susume Rikka! Gādian he no michi – "Seguila Rikka! La strada dei Guardiani"「おもちを焼くのまき」 - O mochi wo yaku no maki – "Capitolo del cuocere il mochi"「お悩み解決隊・その２のまき」 - O nayami kaiketsu-tai! Sono 2 no maki – "Capitolo sulla soluzione delle preoccupazioni! Parte 2"         | 23 gennaio 2010  | 29 novembre 2012 |
| 16 (118) | Chara Trasformation: Picche Amuleto (Amu), Bimba Piccola (Yaya) |                  |                  |
| 17 (119) | Vedere il mondo girare! 「ぐるんぐるん！まわる世界！」 - Gurun gurun! Mawaru sekai! – "Gira gira! Il mondo gira!"「ミキの実験室・その３のまき」 - Miki no jikken-shitsu sono 3 no maki – "Capitolo del laboratorio di Miki parte 3"「虹をこえて？のまき」 - Niji wo koete? No maki – "Capitolo dell'al di là dell'arcobaleno?"                                                    | 30 gennaio 2010  | 29 novembre 2012 |
| 17 (119) | Chara Trasformation: Beat Jumper (Nagihiko), Cuore Amuleto (Amu) |                  |                  |
| 18 (120) | Un picnic movimentato! 「どっきどきのピクニック！」 - Dokkidoki no pikunikku! – "Un picnic da batticuore!"「しゅごボンバー・その５のまき」 - Shugo Bonbā sono 5 no maki – "Capitolo del Shugo Bomber parte 5"「しゅごボンバー・その６のまき」 - Shugo Bonbā sono 6 no maki – "Capitolo del Shugo Bomber parte 6"                                                                  | 6 febbraio 2010  | 29 novembre 2012 |
| 19 (121) | I sentimenti di Utau! 「歌唄、揺れるココロ！」 - Utau, yureru kokoro! – "Utau, un cuore agitato!"「たじゃれ探偵エルのまき」 - Tajare tantei Eru no maki – "Capitolo del detective El"「ダイヤと小さな花の芽のまき」 - Daiya to chīsana hana no me no maki – "Capitolo di Dia e il germoglio del piccolo fiore"                                                                    | 13 febbraio 2010 | 29 novembre 2012 |
| 19 (121) | Chara Trasformation: Cuore Amuleto (Amu), Fascino Eccentrico (Utau) |                  |                  |
| 20 (122) | Una X sull'Uovo del Cuore di Rikka?! 「どきっ！たまごに×が付いちゃった？」 - Doki! Tamago ni X (Batsu) ga tsuichatta? – "Doki! È apparsa una X sull'Uovo?"「×キャラごっこ？のまき」 - X (Batsu) Kyara gokko? No maki – "Capitolo del Chara X finto?"「ミキの実験室・その４のまき」 - Miki no jikken-shitsu sono 4 no maki – "Capitolo del laboratorio di Miki parte 4"            | 20 febbraio 2010 | 29 novembre 2012 |
| 21 (123) | Piacere, mi chiamo Hotaru! 「初めまして、ほたると申します。」 - Hajimemashite, Hotaru to mōshimasu. – "Mi presento, mi chiamo Hotaru."「愛のしゅごキャラ劇場のまき」 - Ai no Shugo Kyara gekijō no maki – "Capitolo del teatro dell'amore dei Shugo Chara"「百物語のあとでのまき」 - Hyaku monogatari no ato de no maki – "Capitolo della storia dopo cento anni"                 | 27 febbraio 2010 | 29 novembre 2012 |
| 22 (124) | Hikaru e il parco divertimenti! 「ひかると楽しい遊園地！」 - Hikaru to tanoshī yuenchi! – "Hikaru e lo spassoso parco divertimenti!"「ちん、とん、しゃんのまき」 - Chin, ton, shyan no maki – "Capitolo del chin, ton, shyan"「おひるねするぞ」 - O hiru ne suru zo – "Faccio un pisolino"                                                                                        | 6 marzo 2010     | 29 novembre 2012 |
| 23 (125) | Rikka e le Uova X! 「大変！りっかと×タマが？」 - Taihen! Rikka to X (Batsu) tama ga? – "Che guaio! Rikka e le Uova X?"「ちこく、ちこく～！のまき」 - Chikoku, chikoku~! No maki – "Capitolo del in ritardo, in ritardo~!"「おかわり、ほいっ！」 - O kawari, hoi! – "Cambiamento, hoi!"                                                                                            | 13 marzo 2010    | 29 novembre 2012 |
| 24 (126) | Il sentimento puro di Rikka! 「信じて！あたしのピュアハート！」 - Shinjite! Atashi no pyua hāto! – "Credi! Il mio cuore puro!"「スイッチのまき」 - Suitchi no maki – "Capitolo dello switch"「しゅごキャラトークのまき」 - Shugo Kyara tōku no maki – "Capitolo del talk degli Shugo Chara"                                                                                       | 20 marzo 2010    | 29 novembre 2012 |
| 24 (126) | Chara Trasformation: Beat Jumper (Nagihiko), Salto del Clown (Rima), Bimba Piccola (Yaya), Quadri Amuleto (Amu), Platino Regale (Tadase), Sentimento Puro (Rikka) |                  |                  |
| 25 (127) | Un momento da batticuore! 「どっきどきのドッキドキ！！！」 - Dokkidoki no dokkidoki!!! – "Il batticuore del batticuore!!!"「お題はなあに？のまき」 - O dai wa nāni? No maki – "Capitolo del titolo qual è?"「おまじないのまき」 - Omajinai no maki – "Capitolo del portafortuna"                                                                                                  | 27 marzo 2010    | 29 novembre 2012 |